# Мамчур Федір Іванович
Мамчур Франц (Федір) Іванович (1924 — 2003) — знаний івано-франківський професор-уролог, хірург і не менш відомий в Україні учений-фітотерапевт, автор циклу книг і довідників про лікування травами. Заслужений винахідник України, Лауреат Державної премії України в галузі науки і техніки.

## Біографія, професійна діяльність, відзнаки
Федір Іванович Мамчур родом з Івахнівців (Чемеровецький район, Хмельницької області).
Здобув вищу освіту в Івано-Франківському медичному інституті.
- з 1962 р — лікар-ординатор хірургічного відділення 2-ї міської лікарні;
- з 1964 р — завідувач урологічного відділення Івано-Франківської міської лікарні № 2, захистив дисертацію на здобуття наукового ступеня кандидата медичних наук на тему «Мінерологічна структура нефролітіазу та його лікування»;
- З 1971 р. асистент курсу урології Івано-Франківського медінституту (ІФНМУ)
- 1982—1985 рр. — завідувач курсу урології
- У 1988 р. за підсумками наукових праць з фітотерапії, синтезу низки лікарських засобів та за довголітню науково-педагогічну роботу доценту Ф. І. Мамчуру honoris causa було присвоєно вчене звання професора курсу урології.
- За наукову розробку фітопрепарату Уролесан у 1992 р. професора кафедри урології ІФНМУ Ф. І. Мамчура нагороджено Державною премією України.
- Автор 152 наукових праць, у тому числі 16 монографій фітотерапії урологічних захворювань, 28 патентів на винаходи та 46 раціоналізаторських пропозицій. Під керівництвом Ф. І. Мамчура виконано 2 докторські та кандидатські дисертації.
- Нагороджений орденом Вітчизняної війни І ступеня, двома медалями «За відвагу», медалями «За бойові заслуги», «За трудову доблесть»[3].

## Роботи з траволікування
Заслужений винахідник України, Мамчур застерігав від сліпої віри в різношерстих знахарів, серед яких трапляються і шарлатани. Винахідник «Уролесану» прогнозував найліпші перспективи фітотерапії у співпраці наукової і народної медицин.
Наукові пошуки Ф. І. Мамчура присвячені вивченню фармакодинаміки нових фітотерапевтичних засобів, створенню нових лікарських препаратів на основі лікарських рослин (уролесан, симфікален, хвойно-каїнітова паста тощо), розробці рецептур безалкогольних напоїв та бальзамів з лікувальними властивостями, рослинних зборів та чаїв. Очолював науково-дослідну лабораторію фітохімії, в якій синтезовано гепатотропний засіб Трицинол, гіпотензивний засіб Каїпін та кальципептичний препарат для дитячого харчування «Чіполіно», безалкогольні напої «Бистриця» і «Карпатське манго».

## Патенти
- Діуретичний і демінералізуючий засіб, в якому міститься спиртовий екстракт насіння дикої моркви
- Спосіб одержання засобу для лікування нефрокальцинозу шляхом настоювання подрібненої трави вересу
- Спосіб одержання засобу для лікування сечокам'яної хвороби шляхом заливання подрібленої трави гірчака пташиного[4]

## Літератруа
- Мамчур Федір Іванович. Фітотерапія урологічних хворих. — Київ : «Здоров'я», 1977. — 160 с. — (Бібліотека практичного лікаря) — 14 000 прим.
- Мамчур Федір Іванович. Фітотерапія в урології. — 3—є, перероблене і доповнене. — Київ : «Здоров'я», 1991. — 144 с. — 50 000 прим. — ISBN 5-311-00319-7.